# Xiphidium caeruleum
Espèce
Classification APG III (2009)
Synonymes
- Durandia macrophylla Boeckeler
- Eccremis scabra Kuntze
- Excremis scabra Kuntze
- Ixia xiphidium Loefl.
- Ornithogalum rubrum Ruiz & Pav. ex D. Don
- Tonduzia macrophylla Boeckeler ex Tonduz
- Xiphidium albidum Lam.
- Xiphidium album Willd.
- Xiphidium caeruleum var. albidum (Lam.) Backer
- Xiphidium coeruleum Aubl.
- Xiphidium floribundum Sw.
- Xiphidium floribundum var. albiflorum Hook.
- Xiphidium floribundum var. caeruleum (Aubl.) Hook.
- Xiphidium fockeanum Miq.
- Xiphidium giganteum Lindl.
- Xiphidium loeflingii Mutis
- Xiphidium rubrum D. Don[2]

Xiphidium caeruleum est une espèce de plante herbacée d'origine néotropicale appartenant à la famille des Haemodoraceae.
Il est connu en Guyane sous les noms de muguet pays, coumarti feuilli (Créole), tupã ɨpɨ (Wayãpi). Ailleurs, il porte aussi les noms de Palma Bruja, Cola Paloma (espagnol).

## Répartition
On rencontre Xiphidium caeruleum du Mexique (Veracruz, Oaxaca, Chiapas, Tabasco, Puebla, Yucatán), au Nord de l'Amérique du Sud (Colombie, Venezuela, Guyana, Suriname, Guyane, Équateur, Pérou, Bolivie et nord du Brésil : Acre, Amazonas, Roraima, Pará, Maranhão, Amapá) en passant par les 7 pays d'Amérique centrale et les Antilles.

## Utilisation
Xiphidium caeruleum entre dans la préparation d'un remède Wayãpi pour soigner les enfants qui pleurent tout le temps.
Les Amérindiens du nord-ouest du Guyana utilisent Xiphidium caeruleum pour soigner coupures, mycoses et le prurit causé par une chenille. Il est en revanche tenu pour dangereux, et à l'origine de furoncles par les Urubú-Ka'apor (en) du Brésil.

## Histoire naturelle
En 1775, le botaniste Aublet propose la diagnose suivante :
« XIPHIDIUM (cœruleum) floribus paniculatis, flore & foliis piloſis. (Tabula 11.)

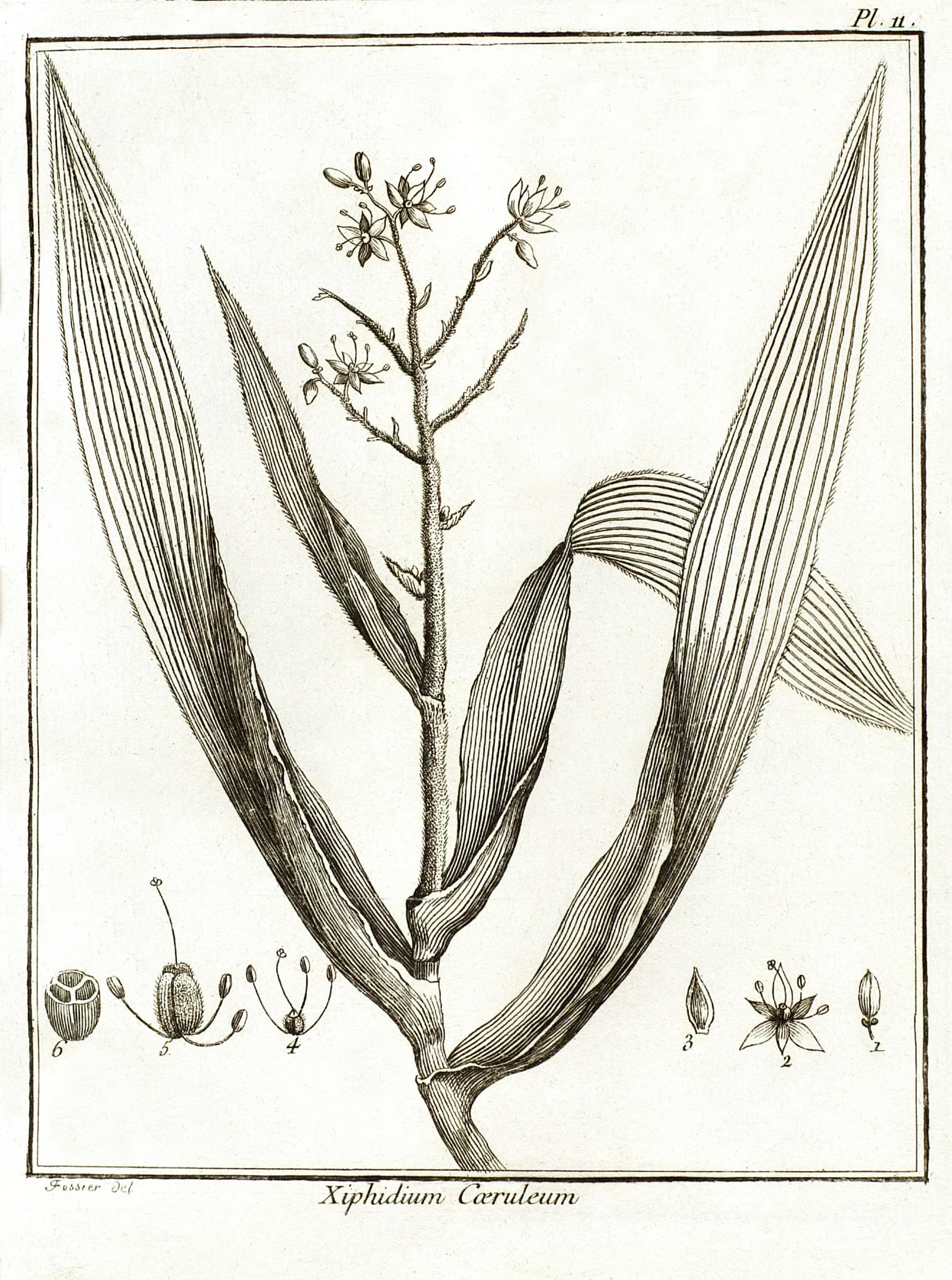
Xiphidium caeruleum : Planche 11 accompagnant la description du genre Xiphidium par Aublet (1775)

Planta perennis. Radix obliqua, geniculata, fibroſa. Caulis ſimplex, cylindraceus, hirſutus, pedalis & ampliùs. Folia alterna, remota, plana, ſtriata, longa, acuta, ſerrulata. Flores paniculati, terminales. Pedunculus cujuſque floris, squamula ad baſim munitur.
Diſſert à Xiphidio Lœflingii, floribus cæruleis, & petalis ovaris, acutis, pag. 239.
Florebat Decembri.

Habitat Macouria & Courou, in pratis. »

« LA GLAIVANE bleue. (PLANCHE 11.).
Cette plante eſt herbacées ſa racine eſt rampante, genouillée, garnie de fibres : la tige qui en fort a environ un pied de hauteur ; elle eſt cylindrique, de la groſſeur du petit doigt ; & garnie de feuilles longues, étroites, qui ſurpaſſent la tige de deux pouces, & font en l'embraſſant par leur baſe, une gaine comme celles de l'iris, elles ſont de même forme que celles-ci, & marquées de nervures longitudinales; leurs bords ſont finement dentelés : on apperçoit des poils ſur la tige, & ſur les dentelures des feuilles. La tige ſe termine par pluſieurs branches alternes, qui portent pluſieurs fleurs; chaque fleur naît de l'aiſſelle d'une écaille ; le pédoncule eſt très court.
La corolle eſt diviſée en ſix parties, dont trois antérieures plus grandes ſont vertes en dehors, & bleues en dedans ; les trois intérieures plus petites ſont en forme de feuille de myrte, & de couleur bleue.
Les étamines ſont au nombre de trois, attachées ſous l'ovaire, & oppoſées aux pétales intérieurs ; leur filet eſt blanc, & porte une anthère jaune, oblongue, cannelée, & partagée par un ſillon.
Le pistil eſt un ovaire arrondi, a trois côtes garnies de poils, & ſurmonté d'un style blanc, courbe, & triangulaire ; Il eſt terminé par un stigmate très-petit & triangulaire.
L’ovaire devient une capsule d'abord un peu charnue, enſuite plus ſèche, qui eſt partagée en trois loges, qui contiennent chacune pluſieurs semences noires.
Cette plante ſe trouve dans les ſavanes de Macouria, & aux environs de Courou ; elle étoit en fleur dans le mois de Décembre.
Cette plante diffère du Xiphidium de Lœfling par ſes tiges & ſes feuilles garnies de poils, par ſes fleurs bleues, & par ſes pétales ovales & aigus. »

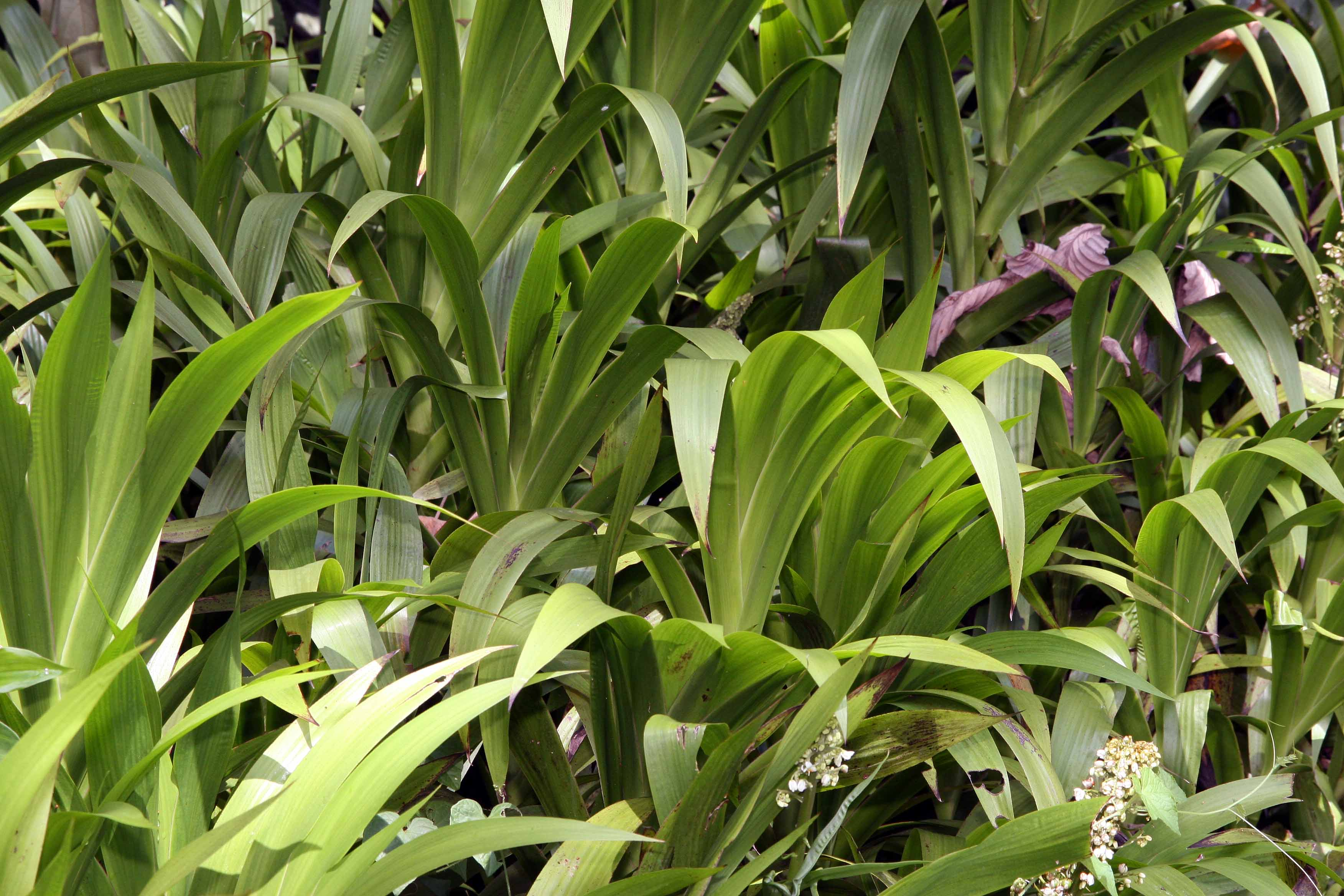
Population de Xiphidium caeruleum au jardin botanique "Else Kientzler" (Sarchí Norte, Costa Rica)
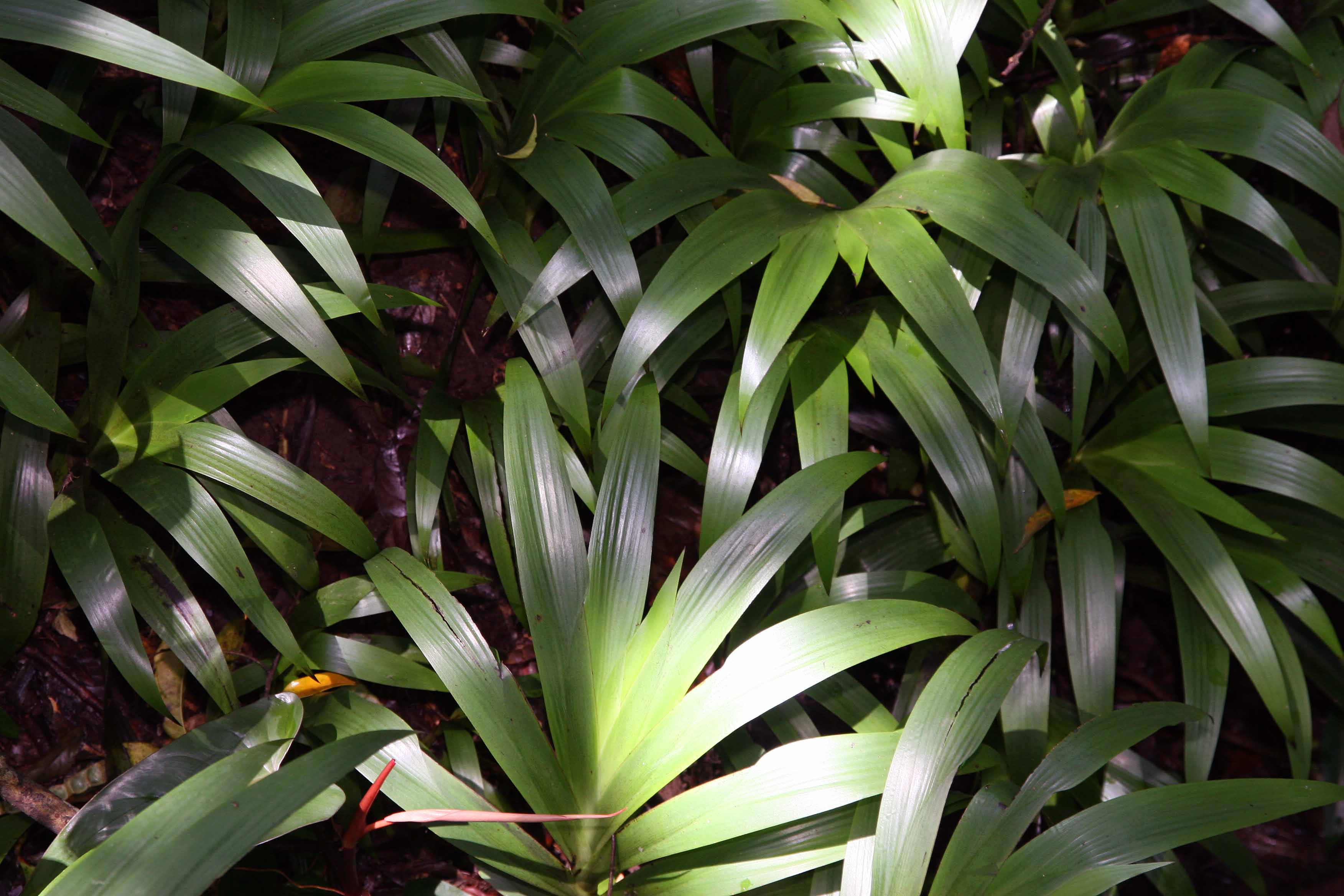
Feuillage distique de Xiphidium caeruleum
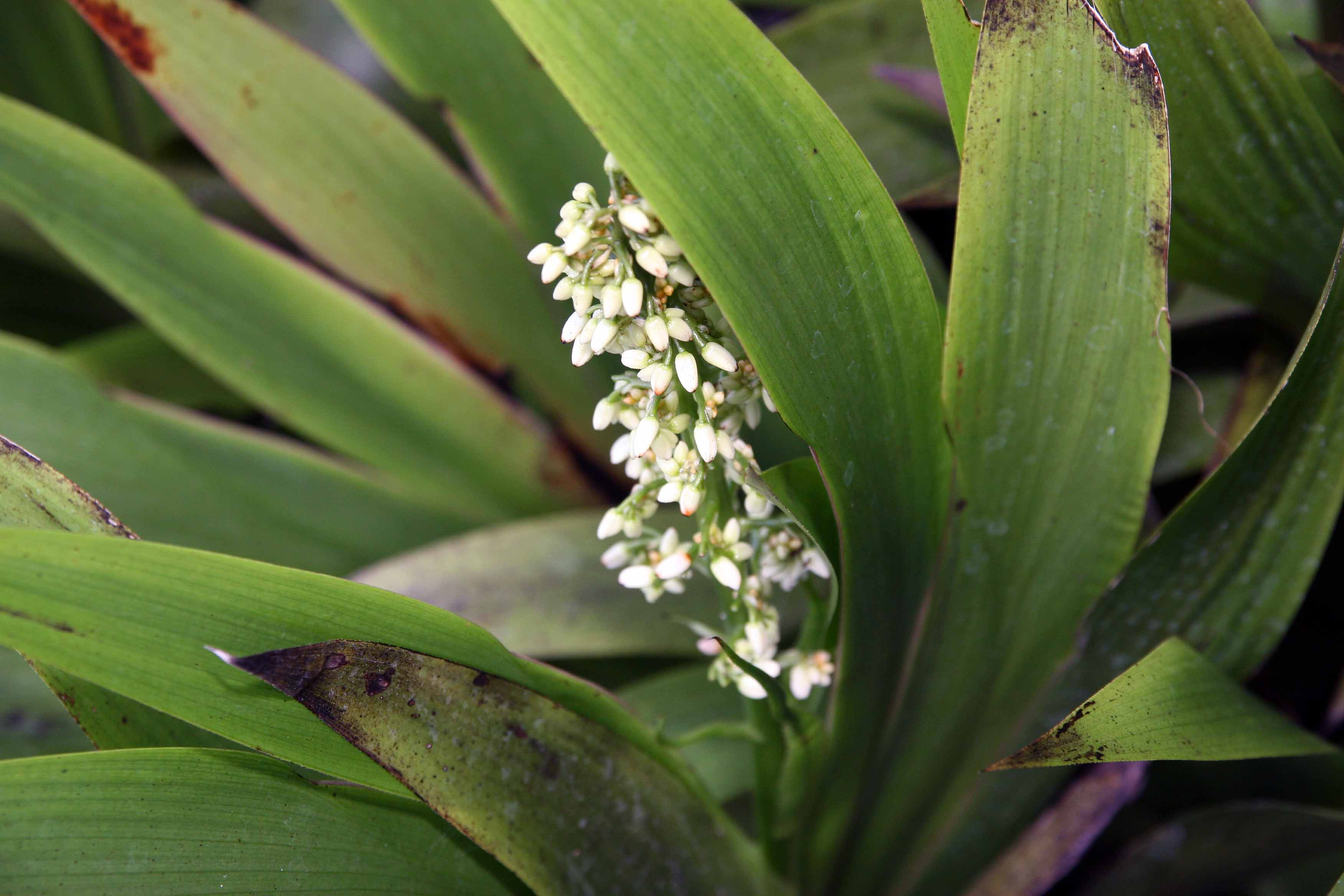
Inflorescence de Xiphidium caeruleum
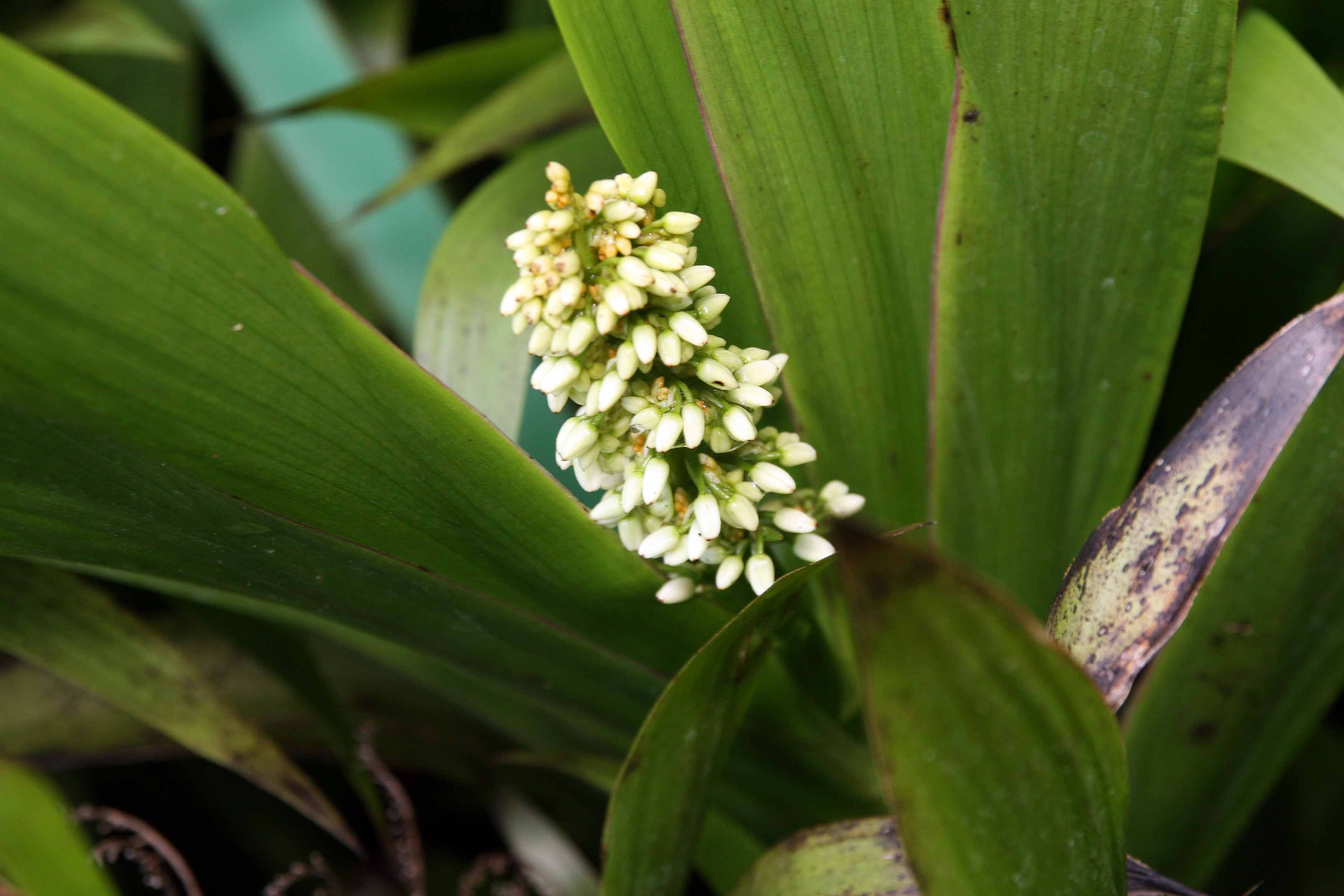
Inflorescence de Xiphidium caeruleum
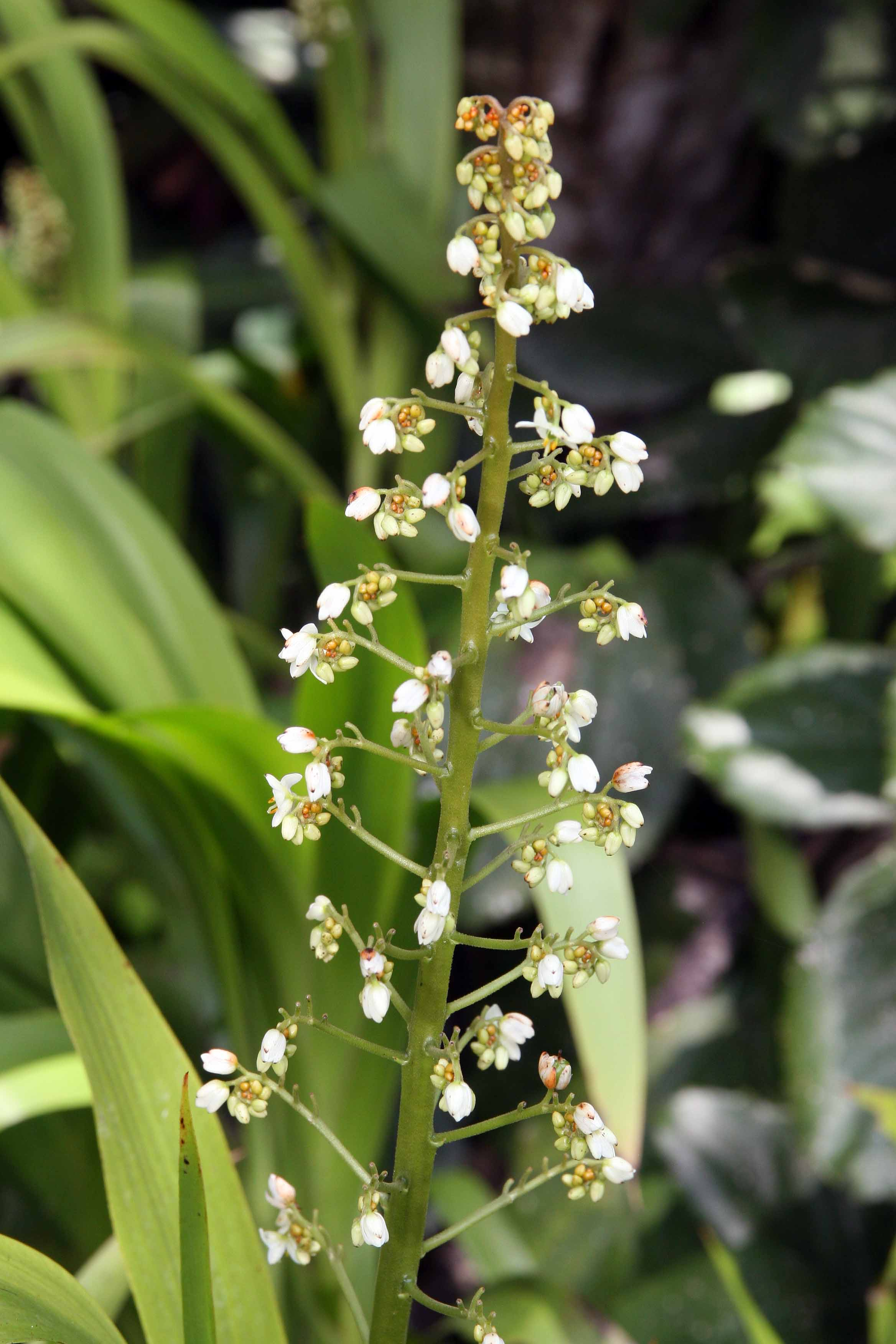
Inflorescence de Xiphidium caeruleumXiphidium caeruleum, the Cola Paloma
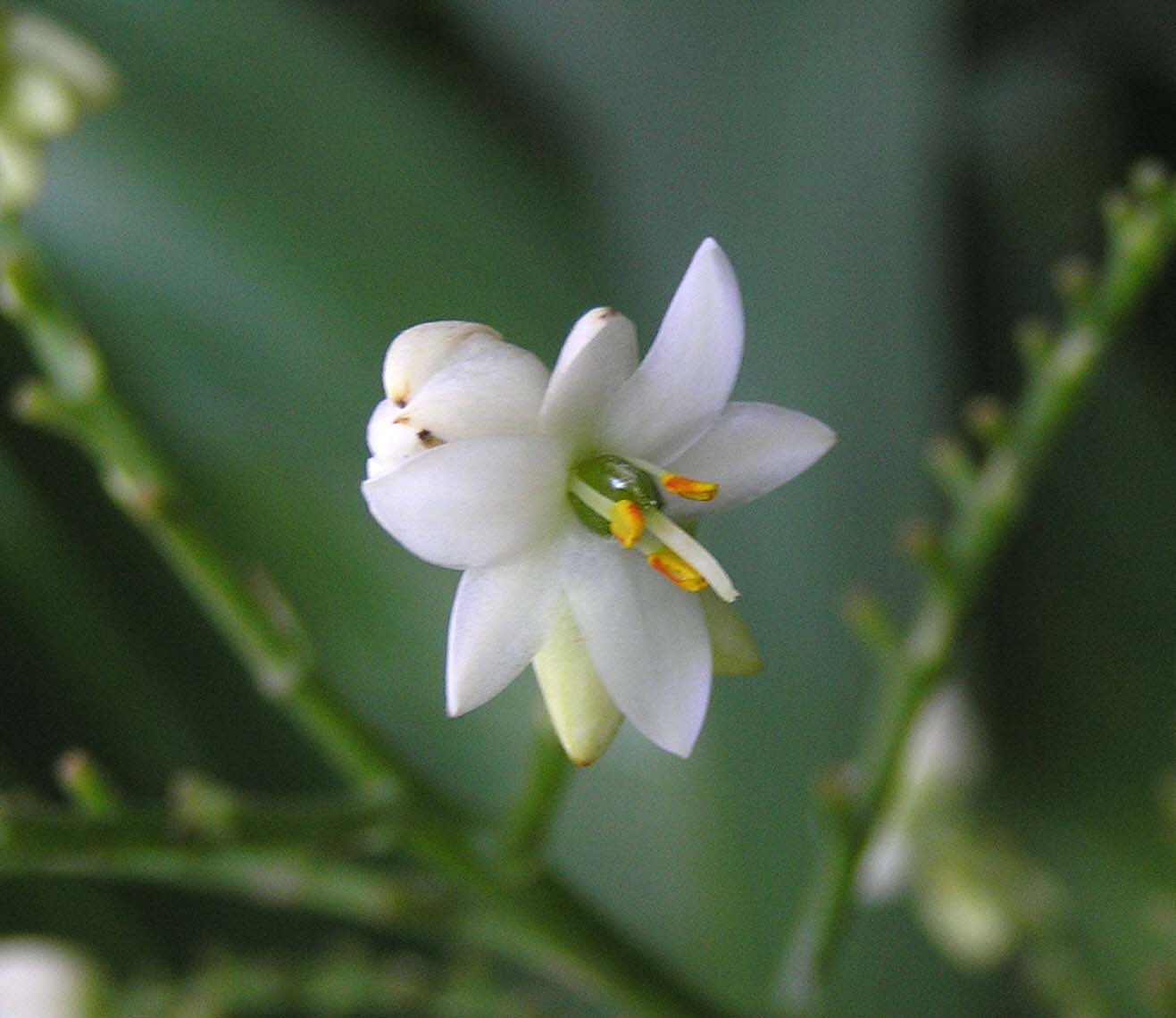
Fleur de Xiphidium caeruleum exposée au "Royal Flora Ratchaphruek", Thaïlande
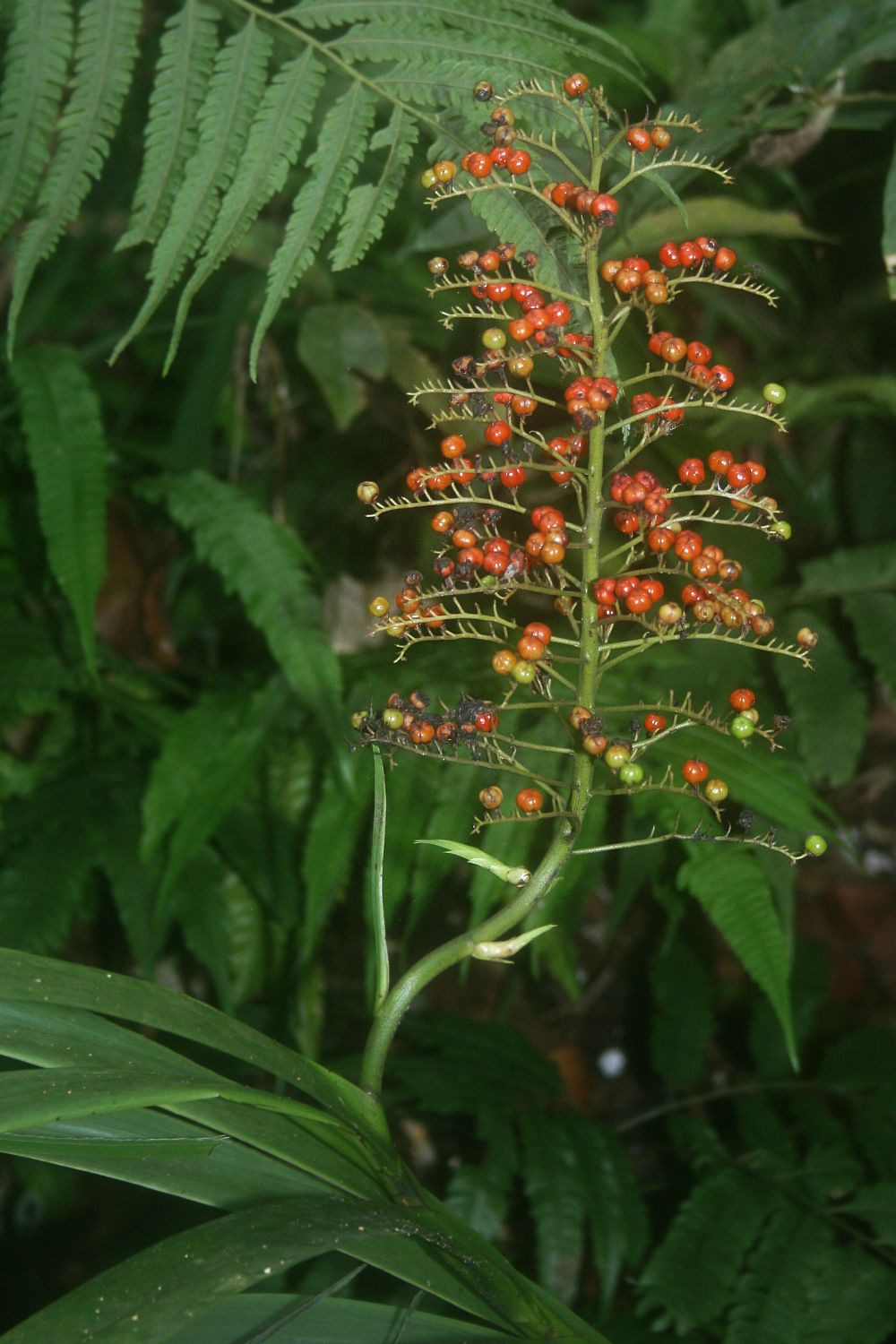
Infrutescence de Xiphidium caeruleum dans le Parc national naturel de Tayrona à 260–300 m (Pueblito Chairama, Dpt. Magdalena, Colombie)
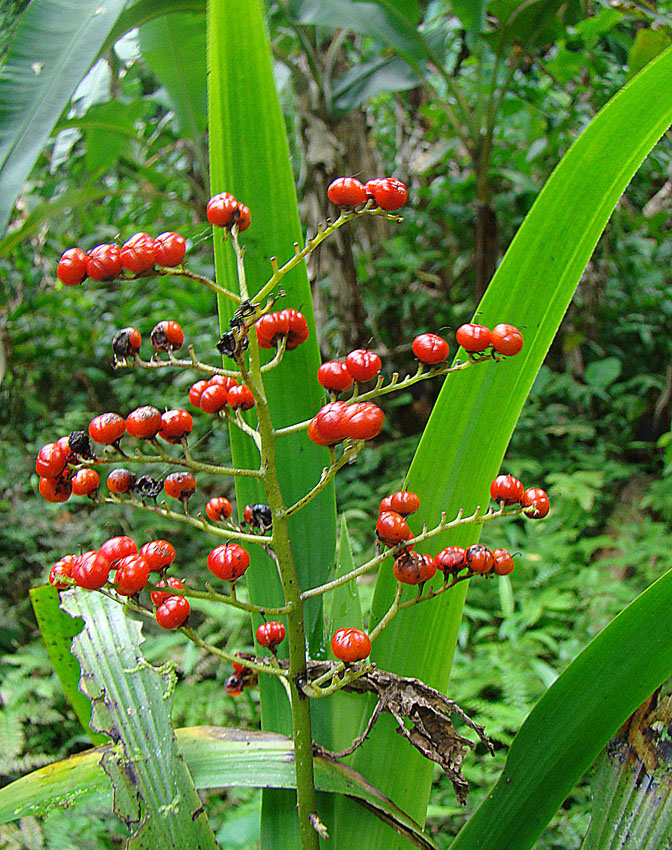
Fruits de Xiphidium caeruleum (Île Bastimentos, Panama)